# Laphria (geslacht)
Laphria is een geslacht uit de familie van de roofvliegen (Asilidae).

## Soorten
- L. abdominalis Walker, 1855
- L. aberrans Wulp, 1898
- L. aeata Walker, 1849
- L. aeatus Walker, 1849
- L. aeneiventris Costa, 1857
- L. affinis Macquart, 1855
- L. aimatis McAtee, 1919
- L. aktis McAtee, 1919
- L. albimaculata Macquart, 1838
- L. albitibialis Macquart, 1847
- L. alternans Wiedemann, 1828
- L. altitudinum Bromley, 1924
- L. amabilis Wulp, 1872
- L. annulata Gimmerthal, 1834
- L. annulifemur (Enderlein, 1914)
- L. anthrax Meigen, 1804
- L. apila (Bromley, 1951)
- L. argentata Wiedemann, 1828
- L. asackeni Wilcox in Martin & Wilcox, 1965
- L. astur Osten-Sacken, 1877
- L. asturina (Bromley, 1951)
- L. atomentosa Oldroyd, 1960
- L. aurea (Fabricius, 1794)
- L. aureola Wulp, 1872
- L. auribasis Walker, 1864
- L. auricincta Wulp, 1872
- L. auricorpus Hobby, 1948
- L. auriflua Gerstaecker, 1862
- L. auroria Wiedemann, 1828
- L. bancrofti Ricardo, 1913
- L. barbicrura Rondani, 1875
- L. basigutta Walker, 1857
- L. bellifontanea Villeneuve, 1928
- L. benardi Villeneuve, 1911
- L. bengalensis Wiedemann, 1828
- L. bernsteinii Wulp, 1872
- L. bifasciata (Olivier, 1789)
- L. bilykovae Paramonov, 1930
- L. bimaculata Walker, 1855
- L. bipartita Macquart, 1855
- L. bomboides Macquart in Lucas, 1849
- L. breonii Macquart, 1838
- L. brevicornis Macquart, 1838
- L. burnsi Paramonov, 1958
- L. calvescenta Baker in Baker & Fischer, 1975
- L. canis Williston, 1883
- L. carbonaria Snow, 1896
- L. carolinensis Schiner, 1867
- L. caspica Hermann, 1906
- L. cinerea (Back, 1904)
- L. cingulifera Walker, 1857
- L. claripennis Bigot, 1878
- L. coarctata Dufour, 1833
- L. coerulea Boisduval, 1835
- L. coerulescens Macquart, 1834
- L. columbica Walker in Lord, 1866
- L. comata White, 1918
- L. completa Walker, 1857
- L. componens Walker, 1861
- L. concludens Walker, 1859
- L. constricta Walker, 1855
- L. coquillettii McAtee, 1919
- L. ctenoventris Oldroyd, 1970
- L. cyaneogaster Macquart, 1838
- L. champlainii (Walton, 1910)
- L. chappuisiana (Enderlein, 1914)
- L. chrysonota Hermann, 1914
- L. chrysorhiza Hermann, 1914
- L. definita Wulp, 1872
- L. dentipes Fabricius, 1805
- L. detecta Walker, 1857
- L. dichroa Wiedemann, 1828
- L. dimidiatifemur Oldroyd, 1960
- L. dira Walker, 1855
- L. dispar Coquillett, 1899
- L. dissimilis Doleschall, 1858
- L. diversa Wulp, 1881
- L. divisor (Banks, 1917)
- L. divulsa Walker, 1864
- L. dizonias Loew, 1847
- L. doryca (Boisduval, 1835)
- L. empyrea Gerstaecker, 1862
- L. engelhardti (Bromley, 1931)
- L. ephippium (Fabricius, 1781)
- L. fattigi (Bromley, 1951)
- L. felis (Osten-Sacken, 1877)
- L. fernaldi (Back, 1904)
- L. ferox Williston, 1883
- L. ferruginosa Wulp, 1872
- L. flammipennis Walker, 1861
- L. flava (Linnaeus, 1761) – Gele hommelroofvlieg
- L. flavescens Macquart, 1838
- L. flavicollis Say, 1824
- L. flavidorsum Matsumura, 1916
- L. flavifacies Macquart, 1849
- L. flavifemorata Macquart, 1850
- L. flavipila Macquart, 1834
- L. formosana Matsumura, 1916
- L. fortipes Walker, 1857
- L. franciscana Bigot, 1878
- L. fulvicrura Rondani, 1875
- L. fulvipes Ricardo, 1913
- L. furva Wulp, 1898
- L. fuscata Joseph & Parui, 1997
- L. futilis Wulp, 1872
- L. galathei Costa, 1857
- L. georgina Wiedemann, 1821
- L. gibbosa (Linnaeus, 1758)
- L. gilvoides Wulp, 1898
- L. gilvus (Linnaeus, 1758)
- L. glauca Enderlein, 1914
- L. gravipes Wulp, 1872
- L. grossa (Fabricius, 1775)
- L. grossus (Fabricius, 1775)
- L. hakiensis Matsumura, 1916
- L. hecate Gerstaecker, 1862
- L. hera Bromley, 1935
- L. hermanni Meijere, 1924
- L. hirta Ricardo, 1913
- L. histrionica Wulp, 1872
- L. horrida Walker, 1855
- L. howeana Paramonov, 1958
- L. hradskyi Young, 2008
- L. huron (Bromley, 1929)
- L. ignobilis Wulp, 1872
- L. imbellis Walker, 1857
- L. inaurea Walker, 1857
- L. incivilis Walker, 1857
- L. index McAtee, 1919
- L. insignis (Banks, 1917)
- L. interrupta Walker, 1857
- L. ithypyga McAtee, 1919
- L. janus McAtee, 1919
- L. javana Macquart, 1834
- L. karafutonis Matsumura, 1916
- L. kistjakovskiji Paramonov, 1929
- L. lasipes Wiedemann, 1828
- L. lata Macquart, 1850
- L. laterepunctata Macquart, 1838
- L. lepida Walker, 1857
- L. leucocephala Meigen, 1804
- L. leucoprocta Wiedemann, 1828
- L. luctuosa Macquart, 1847
- L. lukinsi Paramonov, 1958
- L. luteopilosa Joseph & Parui, 1981
- L. macquarti (Banks, 1917)
- L. manifesta Walker, 1858
- L. marginalis Williston, 1901
- L. melania Bigot, 1878
- L. melanogaster Wiedemann, 1821
- L. meridionalis Mulsant & Revelière, 1859
- L. metalli Walker, 1851
- L. milvina Bromley, 1929
- L. mitsukurii Coquillett, 1899
- L. modesta (Philippi, 1865)
- L. motodomariensis Matsumura, 1916
- L. mulleri Wulp, 1872
- L. nigella (Bromley, 1934)
- L. nigripennis Meigen, 1820
- L. nigripes Paramonov, 1929
- L. nigrohirsuta Lichtwardt, 1809
- L. nitidula (Fabricius, 1794)
- L. notabilis Walker, 1857
- L. nusoides Bromley, 1931
- L. ogasawarensis Matsumura, 1916
- L. ogumae Matsumura, 1911
- L. okinawensis Matsumura, 1916
- L. orcus Walker, 1857
- L. ostensa Walker, 1861
- L. pacifera Paramonov, 1958
- L. partior (Banks, 1917)
- L. partitor (Banks, 1917)
- L. peristalsis Oldroyd, 1972
- L. pernigra Wulp, 1872
- L. philippinensis (Enderlein, 1914)
- L. pilipes Macquart, 1834
- L. plana Walker, 1857
- L. posticata Say, 1824
- L. proxima Walker, 1855
- L. pusilla Wiedemann, 1828
- L. radicalis Walker, 1857
- L. rapax Osten-Sacken, 1877
- L. reinwardtii Wiedemann, 1828
- L. remota Hermann, 1914
- L. ricardoi Bromley, 1935
- L. royalensis (Bromley, 1950)
- L. rubescens Bigot, 1878
- L. rubidofasciata Wulp, 1872
- L. rudis Walker, 1857
- L. rueppelii Wiedemann, 1828
- L. rufa von Roeder, 1887
- L. rufifemorata Macquart, 1846
- L. rufitibia Oldroyd, 1960
- L. sackeni (Banks, 1917)
- L. sacrator Walker, 1849
- L. sadales Walker, 1849
- L. saffrana Fabricius, 1805
- L. sapporensis Matsumura, 1911
- L. scorpio McAtee, 1919
- L. scutellata Macquart, 1835
- L. schoutedeni Bromley, 1935
- L. semifulva Bigot, 1878
- L. semitecta (Coquillett, 1910)
- L. sericea Say, 1823
- L. seticrura Rondani, 1875
- L. sibirica Lehr, 1989
- L. sicula McAtee, 1919
- L. signatipes Wulp, 1872
- L. sobria Walker, 1857
- L. solita Wulp, 1872
- L. soror Wulp, 1872
- L. stuckenbergi Oldroyd, 1960
- L. submetallica Macquart, 1838
- L. taipinensis Matsumura, 1916
- L. telecles Walker, 1849
- L. terminalis Wulp, 1872
- L. terraenovae Macquart, 1838
- L. thoracica Fabricius, 1805
- L. tibialis Meigen, 1820
- L. transatlantica Schiner, 1868
- L. triangularis Walker, 1855
- L. tricolor Wulp, 1872
- L. triligata Walker, 1861
- L. tristis Doleschall, 1857
- L. trux McAtee, 1919
- L. unicolor (Williston, 1883)
- L. valparaiensis Joseph & Parui, 1997
- L. varia Loew, 1865
- L. variana White, 1918
- L. varipes Bigot, 1878
- L. venezuelensis Macquart, 1846
- L. ventralis Williston, 1885
- L. violacea Macquart, 1846
- L. virginica (Banks, 1917)
- L. vivax Williston, 1883
- L. vorax (Bromley, 1929)
- L. vulcana Wiedemann, 1828
- L. vulpina Meigen, 1820
- L. vultur Osten-Sacken, 1877
- L. walkeri (Enderlein, 1914)
- L. willistoniana Enderlein, 1914
- L. winnemana McAtee, 1919
- L. xanthopus (Wiedemann, 1828)
- L. yamatonis Matsumura, 1916